# Perosillo
Perosillo es un municipio de España, en la provincia de Segovia, comunidad autónoma de Castilla y León.

## Toponimia
Debido al origen etimológico de los nombres de los pueblos colindantes, el más probable de Perosillo sea el patronímico, de Pero (Pedro) y -(s)illo (pequeño), significando Pedro el Pequeño o El pequeño de Pedro, como otros pueblos de la región fundados en la misma época. El nombre ha evolucionado desde Pedrosello (1184), Pedrosiello (1274) hasta Pedrosillo y Perosillo . El caso más cercano es el de Campaspero (Campos de Pero) con quien comparte la raíz Pero. Esta raíz probablemente tenga su origen en Pedro Ansúrez, noble castellano encargado de repoblar la zona por orden de Alfonso VI en el siglo XI.

## Geografía

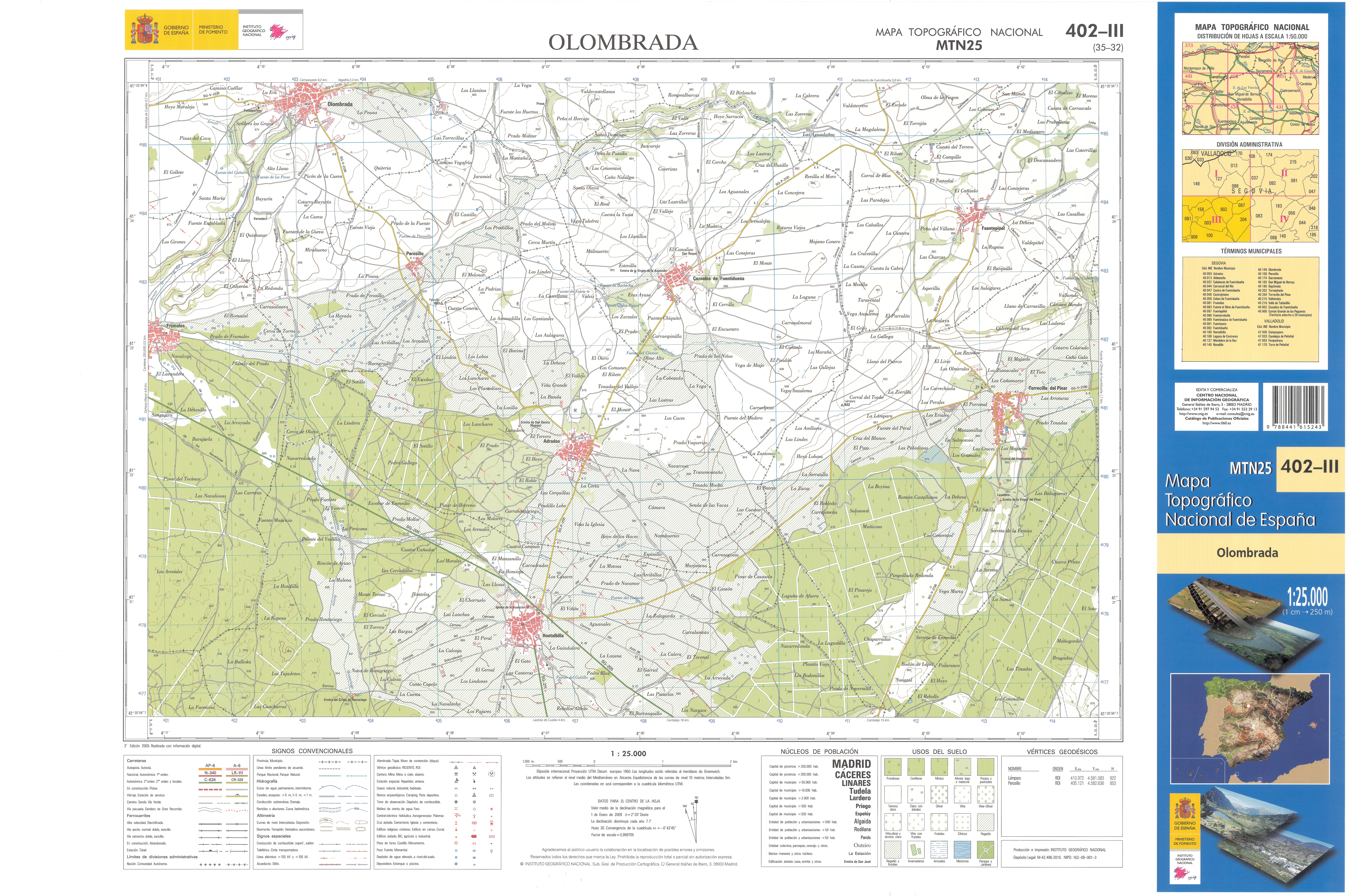
Fragmento de la hoja 402 del Mapa Topográfico Nacional de España de 2009 en el que se representa Perosillo

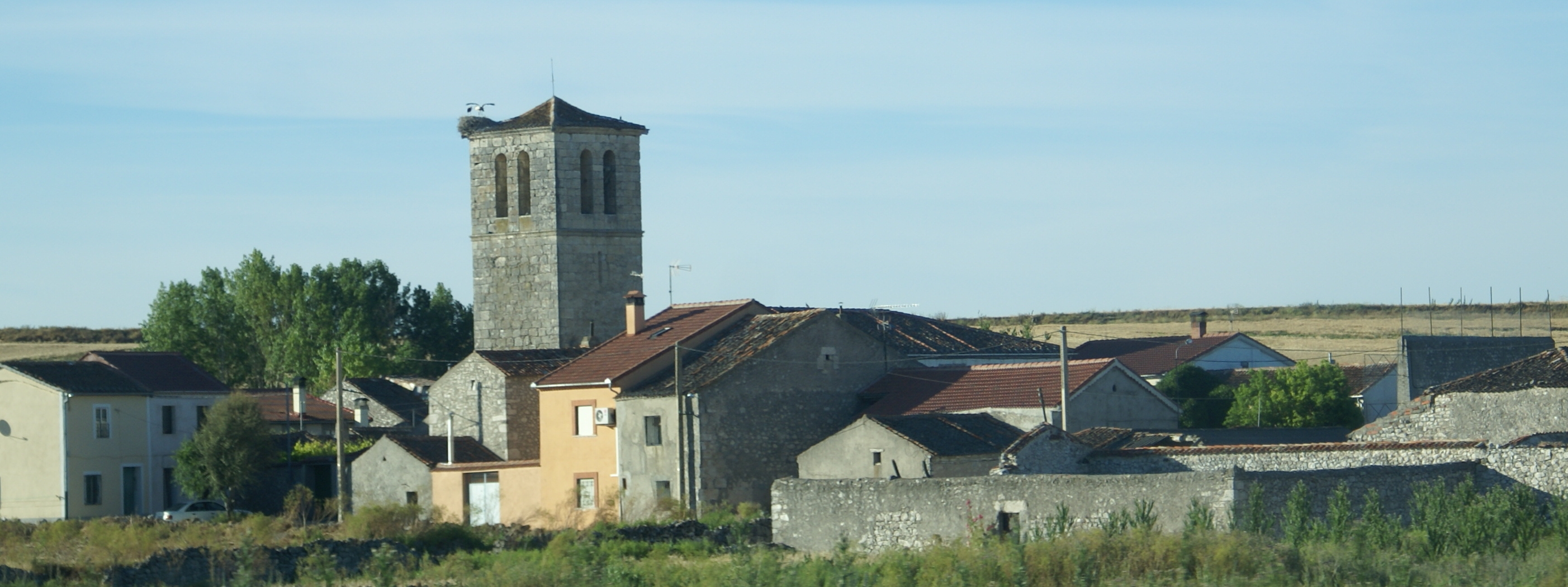
Vista de Perosillo

Forma parte del partido judicial de Cuéllar y de la Comunidad de Villa y Tierra de Cuéllar. Está situado en un valle rodeado por colinas junto al arroyo Cerquilla que lo cruza de este a oeste, afluente del Cega, dentro de la tierra de pinares segoviana.
| Noroeste: Olombrada | Norte: Olombrada | Noreste: Olombrada            |
| Oeste: Frumales     |                  | Este: Cozuelos de Fuentidueña |
| Suroeste: Frumales  | Sur: Hontalbilla | Sureste: Adrados              |

## Historia

### Prehistoria y Edad Antigua
Antes del desarrollo de la comarca en la Edad Media se han encontrado restos de la Edad de hierro de origen celtíbero. También hubo presencia romana en la comarca, aunque es una tesis discutida por los historiadores debido a que los únicos vestigios son nominales, y visigoda, también poco documentada. Tras el siglo VIII la zona formó parte de la tierra de nadie entre los reinos musulmanes del sur y los reinos cristianos de la península.

### Edad Media
En la reconquista Almanzor saqueó la zona a finales del siglo X y en el siglo XI el rey Alfonso VI de León y Castilla inició la repoblación de la zona, origen de la Comunidad de Villa y Tierra e integrando al municipio en la historia de Castilla. Esta comunidad funcionaba como un pequeño estado con fuero propio que formaba una unidad territorial con obligaciones de mancomunidad y gestionada a través de un concejo. Estaba dividido en seis partes o sexmos y Perosillo pertenecía al Sexmo de Hontalbilla junto a otras 9 localidades. Durante algún tiempo, fue Perosillo el municipio que gestionaba este sexmo en temas de producción agrícola, ganadera, maderera y del uso del agua.  
De esta época data su principal monumento, la iglesia románica de Nuestra Señora de Melgar y su torre-campanario. Debido a su situación geográfica, servía de torre de vigía de la zona, de control del ganado y el pinar y de campanario. Destaca sobre todo por su altura y sus ménsulas externas en la pared sur de la torre, características poco comunes en el románico de la zona.
En el despoblado de Buengrado (en 1247 denominada Malgrado ) sito a 2 km al suroeste (41°22′51″N 4°9′30″O / 41.38083, -4.15833), cuyo término municipal se incluye en la actualidad en el de Perosillo, existió el palacio de Buengrado, hoy desaparecido. Originalmente construido por el rey Enrique IV de Castilla como lugar de retiro y caza, posteriormente perteneció a los duques de Alburquerque hasta su abandono. Según las crónicas destacaba por sus bóvedas y estanques y fue lugar de paso de la reina Juana I de Castilla.

### Edad Moderna
Como el resto de la comarca, a partir del siglo XVII comienza una época de decadencia, principalmente por el desarrollo de las ciudades en perjuicio del campo y el cambio de la economía, donde destaca la depreciación de las materias primas como la lana o los cereales en favor de los productos manufacturados o la desventaja del comercio interior con el comercio americano. Desde entonces hasta la actualidad la economía y producción de Perosillo se convirtió en economía de subsistencia, aunque hasta el siglo XIX hubo una pequeña industria harinera destacada en la comarca.

### SigloXX
La economía de subsistencia y los movimientos migratorios hacia centros urbanos, principalmente Madrid, Valladolid y País Vasco, han contribuido a la despoblación de Perosillo y su comarca. Demográficamente destaca su elevada media de edad y el incremento estival con la llegada de las vacaciones. Aun así, Perosillo conserva su estatus de municipio y sigue desarrollando infraestructuras como carreteras, mejoras del agua para consumo humano o servicios de asistencia médica.

## Demografía
Cuenta con una población de 20 habitantes (INE 2024).
| Gráfica de evolución demográfica de Perosillo entre 1842 y 2021 |
| |
| Población de derecho según los censos de población del INE. Población de hecho según los censos de población del INE.En 1857 este municipio desaparece porque se integra en el municipio Frumales. En 1930 aparece este municipio porque se segrega del municipio Frumales. |

En 2017 Perosillo era el municipio más pequeño de los 209 que componen la provincia. Desde 1857 hasta 1930 el padrón de Perosillo estaba integrado en el de Frumales por compartir parroquia, aunque nunca perdió su estatus de ayuntamiento.

## Economía
Su economía se basa en la agricultura, principalmente cultivo de cereales (como cebada y trigo), girasoles y remolacha azucarera, y la ganadería ovina, principalmente de oveja churra. También hay cultivo de huerta y silvicultura (pino resinero o Pinus pinaster) en menor medida y dentro del ámbito doméstico. También hay actividad de caza menor de liebres y perdices.
Hace unas décadas también se cultivaba centeno, avena, algarroba, viña y legumbres y existía ganado vacuno, porcino, mular y caballar. Había una fuerte presencia de olmos hasta finales de los años 1980, casi extinguidos a raíz de una grafiosis.

## Administración y política
| Periodo   | Nombre                   | Partido   |
| --------- | ------------------------ | --------- |

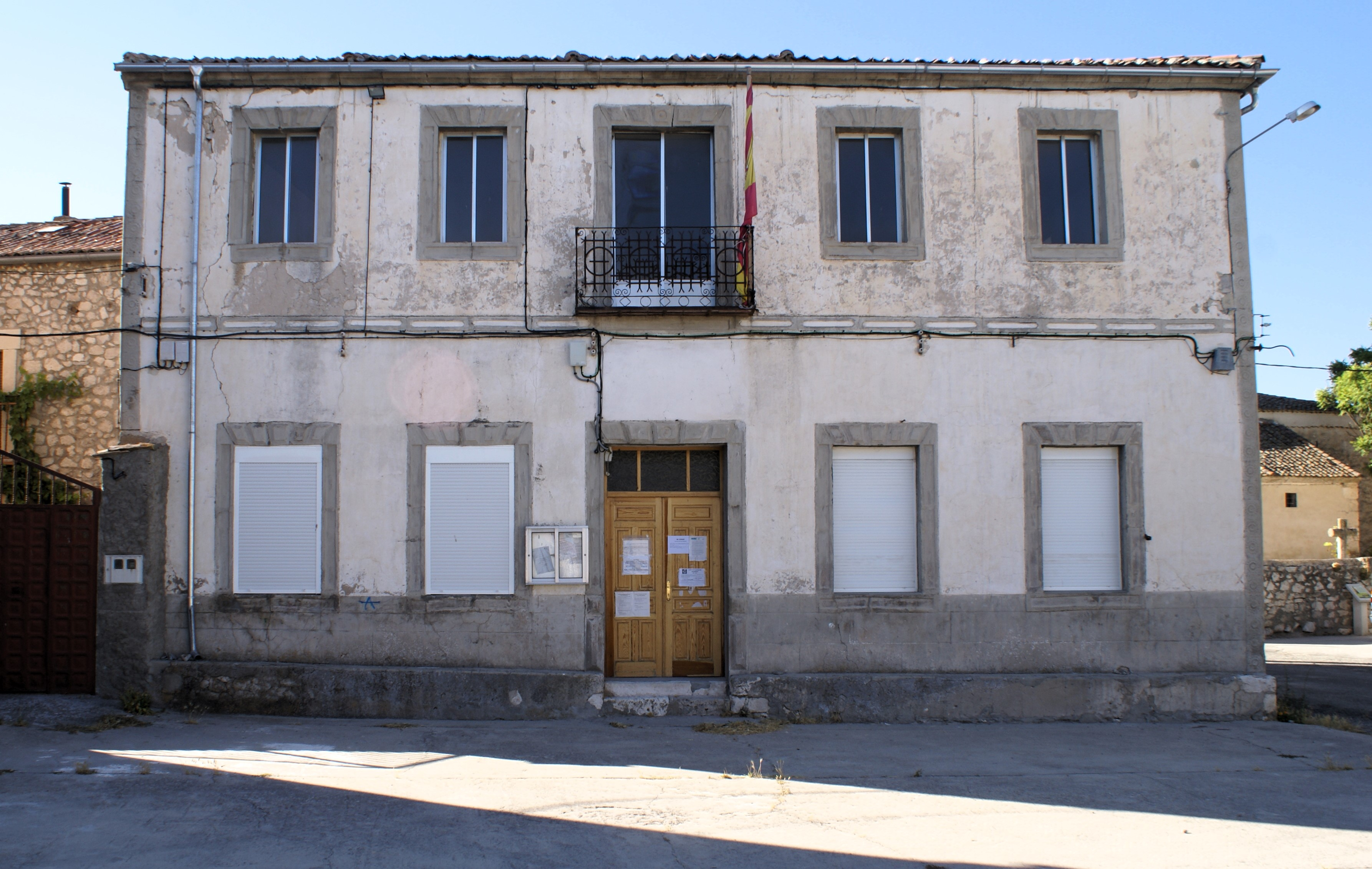
Casa consistorial

| 1979-1983 | Francisco Domingo Acebes | UCD       |
| 1983-1987 | Francisco Domingo Acebes | AP-PDP-UL |
| 1987-1991 | Francisco Domingo Acebes | PDP       |
| 1991-1995 | Francisco Domingo Acebes | PP        |
| 1995-1999 | Francisco Domingo Acebes | PP        |
| 1999-2003 | Roberto Domingo González | PP        |
| 2003-2007 | Roberto Domingo González | PP        |
| 2007-2011 | Roberto Domingo González | PP        |
| 2011-2015 | Roberto Domingo González | PP        |
| 2015-2019 | Roberto Domingo González | PP        |
| 2019-2023 | Roberto Domingo González | PP        |
| 2023-act. | Roberto Domingo González | PP        |

## Patrimonio

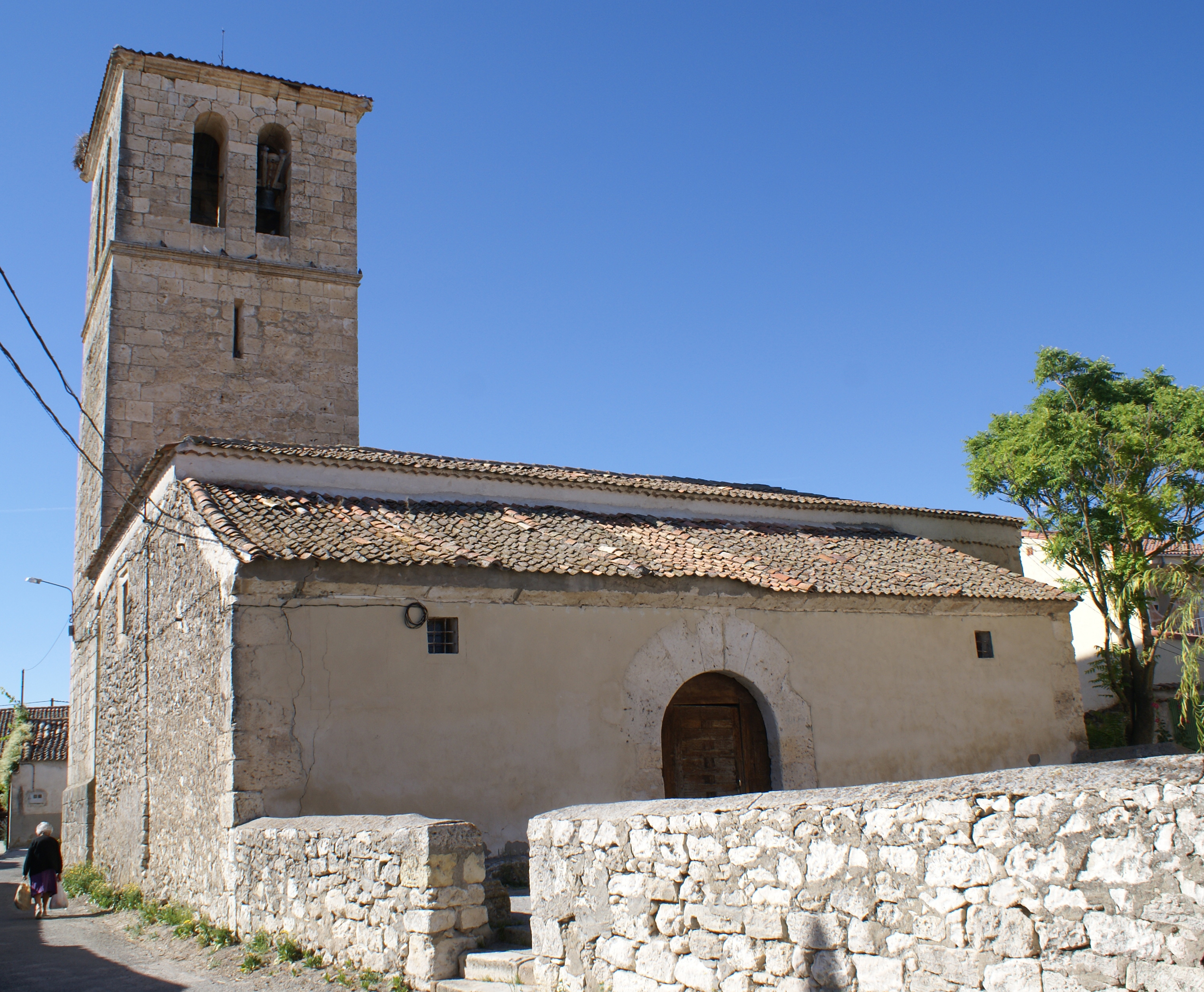
Iglesia de Nuestra Señora de Melgar

Además de la iglesia románica de Nuestra Señora de Melgar (cuyas gradas de piedra del altar datan de 1778), destacan la fuente manantial, restos del molino y la olma centenaria. La fuente manantial tiene dos caños y dos pilones, uno con función de abrevadero bajo los caños y otro con función de lavadero. Hasta hace unas décadas, el agua sobrante de la fuente alimentaba otros dos lavaderos en las afueras del pueblo que hoy se encuentran en ruinas.
De la antigua industria harinera quedan los restos de un antiguo molino, conocido como molino de Potricos. Construido en piedra, era un molino hidráulico que utilizaba la caída de un pequeño arroyo como fuerza para el mecanismo de molienda.
Hubo en su plaza mayor una olma centenaria. Debido a la grafiosis de finales de los 80 la olma murió dejando como recuerdo su tronco, cubierto por una enredadera, hasta 2009. Antes de la enfermedad su copa alcanzaba los 6 m de largo y 2 m de alto.
Del esplendor de su arte no queda más que su arquitectura y una talla románica de Juan el Bautista, patrón del pueblo. A finales de los años 70 del siglo XX, en una reforma, las autoridades religiosas expoliaron las obras de arte del interior de la iglesia, como sus capiteles, el coro que servía de acceso a la torre, el retablo y varias tallas románicas entre otros, donde destacaba la Virgen de Buengrado o virgen tuerta, única por esta peculiaridad. Algunas de las obras están el Museo Catedralicio de Segovia, otras en el museo de Escultura de Valladolid y otras desaparecidas. En esta época también se derribó el techado de la entrada de la iglesia, muy típico en la zona, reconstruido de nuevo en 2016.

## Fiestas
- San Ildefonso el 23 de enero y la degollación de San Juan Bautista el 29 de agosto, siendo esta última la más importante y periodo de máxima actividad en el pueblo. Esta es la única ocasión del año en que se abre al público un bar situado en la plaza. Siguiendo la tradición castellana, destacan la procesión del santo, la jota acompañada de dulzaina y tamboril, la limonada (vino con frutas y azúcar), el cordero asado y la sopa de ajo como elementos tradicionales de la fiesta. Durante la procesión, se pasea por todo el pueblo una escultura moderna de San Juan Degollado (sosteniendo su cabeza en la mano) en madera no policromada, bastante más grande que la original románica, transportada sobre andas igualmente de madera pintada en verde.